# Wilde Rübe
Die Wilde Rübe (Beta vulgaris subsp. maritima) ist eine Unterart der Pflanzenart Rübe (Beta vulgaris) in der Familie der Fuchsschwanzgewächse (Amaranthaceae). Sie wird auch Meer-Rübe, Wild-Bete, Meer-Mangold, See-Mangold oder Wilder Mangold genannt. Sie gilt als ursprüngliche Stammform der kultivierten Rübensorten wie Zuckerrübe, Futterrübe, Rote Bete oder Mangold.

## Beschreibung

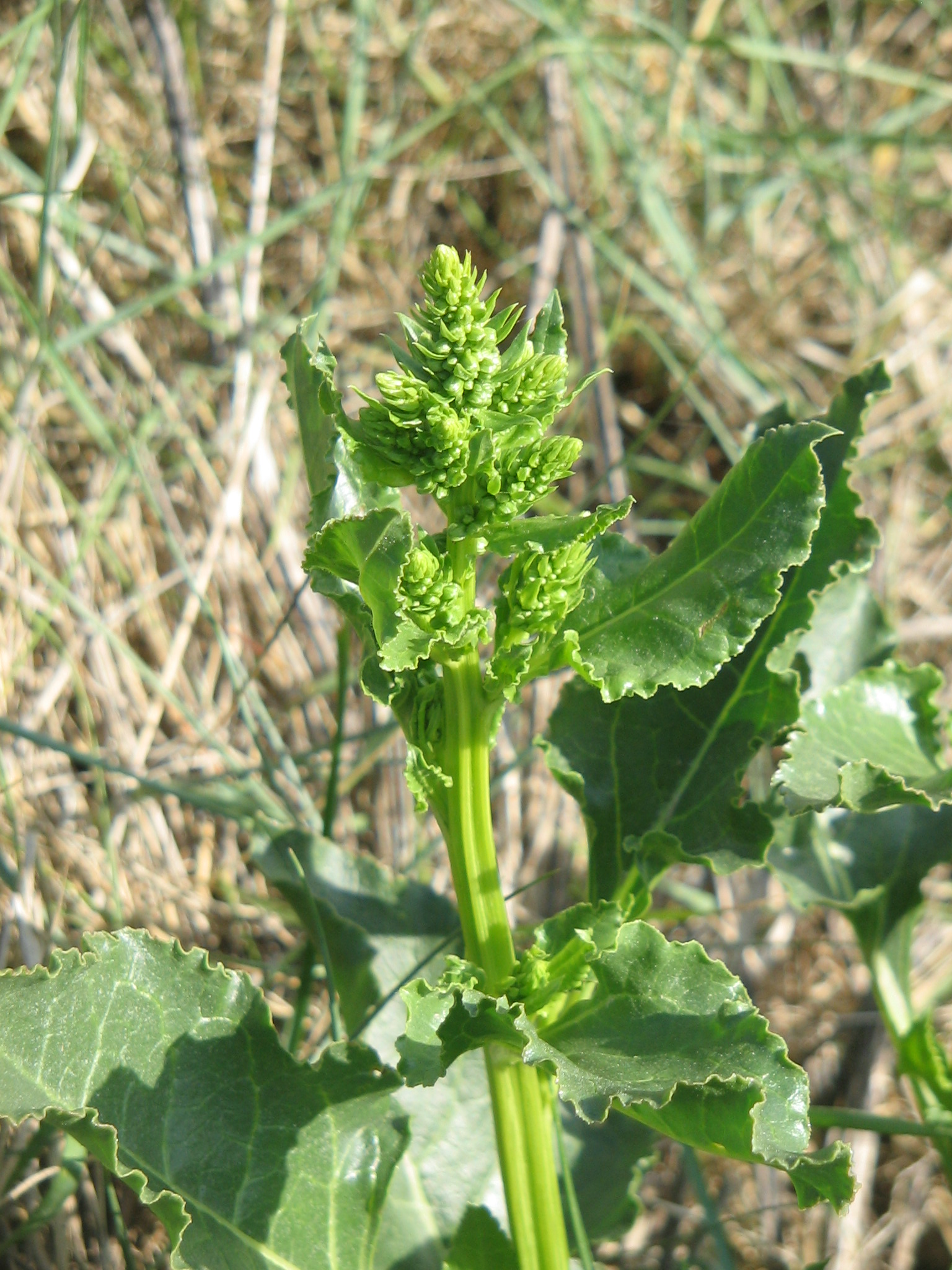
Kantig-rilliger Stängel, obere Blätter und knospiger Blütenstand

### Vegetative Merkmale

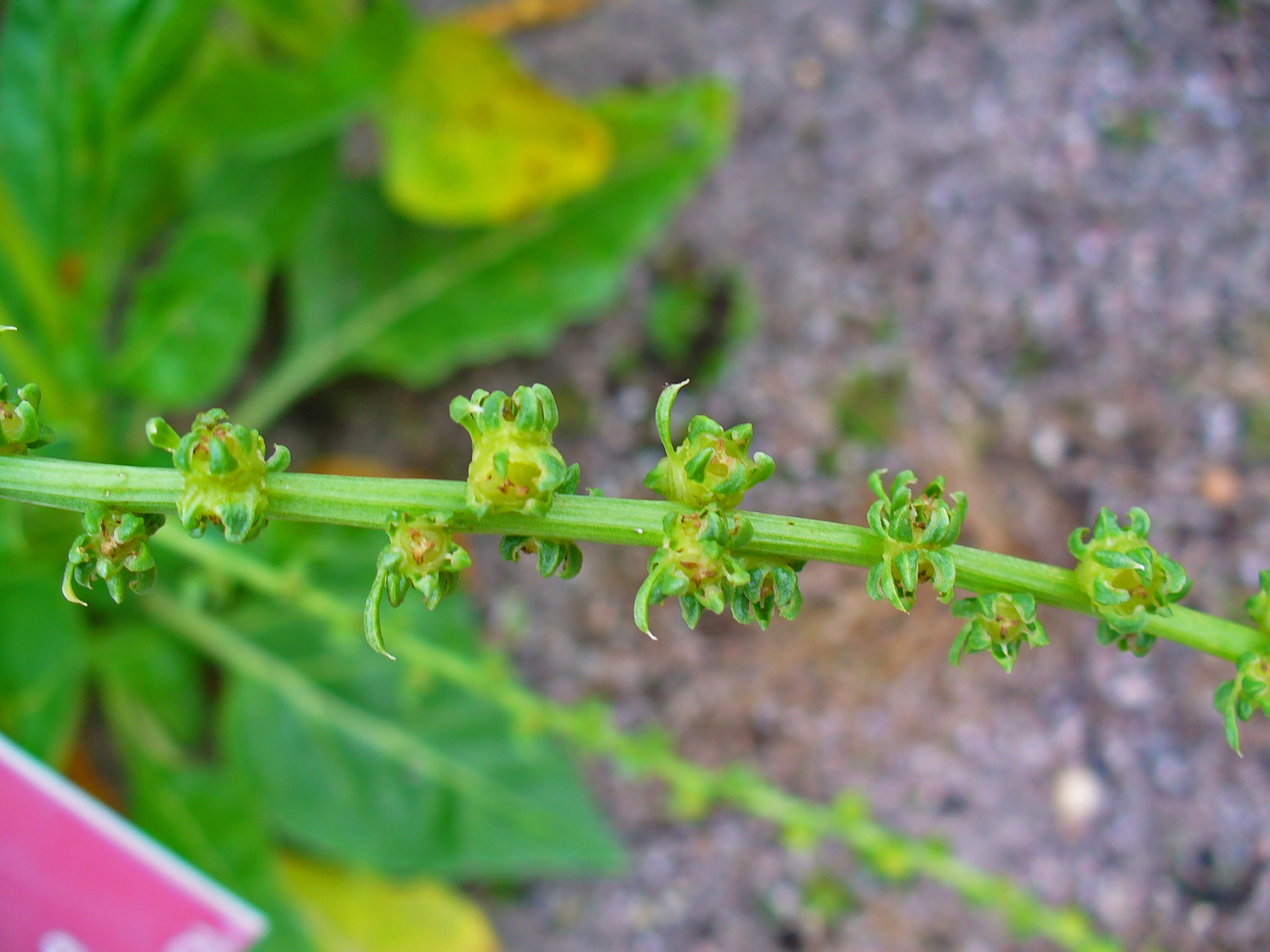
Ausschnitt eines Blütenstandes mit Blüten der Wilden Rübe

Die Wilde Rübe wächst als ein-, zweijährige oder ausdauernde krautige Pflanze mit Wuchshöhen von 20 bis 100 Zentimeter. Ihre Wurzel ist im Unterschied zu Kulturrüben nicht oder kaum verdickt. Der vom Grund an reich verzweigte Stängel besitzt niederliegende oder aufrechte Zweige, die kantig-rillig und grün oder rot gestreift sind.
Die Laubblätter sind grundständig und am Stängel wechselständig verteilt angeordnet. Die einfache Blattspreite ist etwas fleischig, glänzend, kahl oder spärlich behaart. Die Blattspreite der grundständigen Blätter ist bei einer Länge von 10 cm und einer Breite von 5 cm oval-herzförmig oder rhombisch geformt und zum Stängel hin ist sie keilförmig zu einer langen, stielförmigen Basis verschmälert. Bei den mittleren und oberen Stängelblättern ist die Blattspreite keilförmig dreieckig bis lanzettlich und werden nach oben kleiner. Der Blattrand ist flach oder leicht gewellt. Die Blattspitze kann zugespitzt oder stumpf sein.

### Blütenstand und Blüte
Die Wilde Rübe blüht von Juli bis September. Der ährige Blütenstand besteht aus aufrechten oder abstehenden, vom beblätterten Teil deutlich abgesetzten verlängerten Zweigen. Die Blüten sitzen einzeln oder in Knäueln von zwei bis drei in den Achseln kurzer Tragblätter. Die Tragblätter sind von linealisch-lanzettlich-dreieckiger oder länglich-eiförmiger Form und am Rand hautrandig. Vorblätter (Brakteolen) fehlen. Die zwittrigen Blüten sind fünfzählig. Die urnenförmige Blütenhülle besteht aus drei bis fünf unten verbundenen Tepalen. Die freien Zipfel der Blütenhülle sind bei einer Länge von etwa 2 mm eiförmig-dreieckig oder länglich, grün mit häutigem Rand und am Rücken gerundet oder etwas gekielt. Es sind fünf Staubblätter vorhanden. Der halb-unterständige Fruchtknoten trägt zwei bis drei basal verbundene Narben.
Die Bestäubung erfolgt durch den Wind (Anemophilie).

### Frucht und Samen

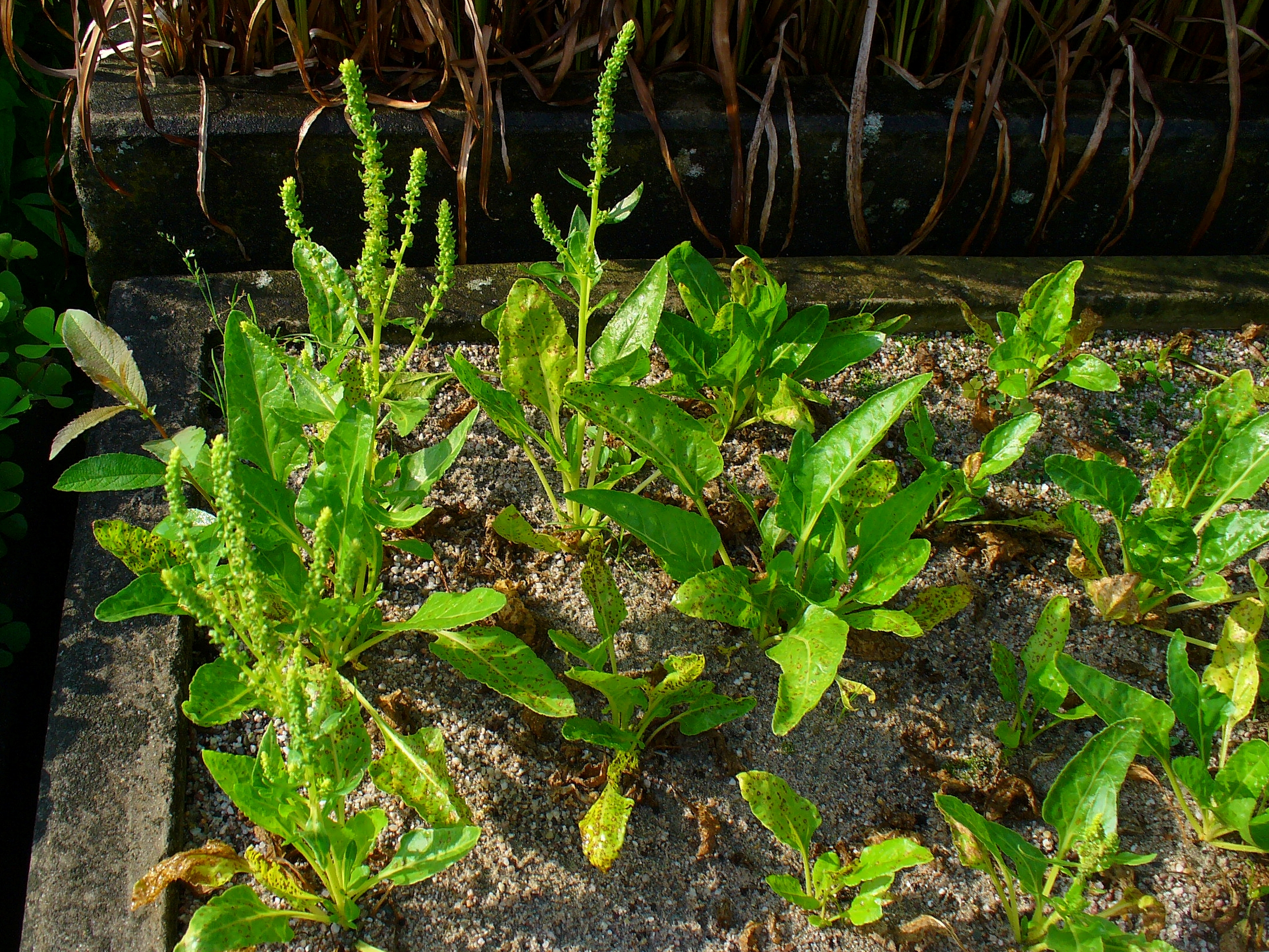
Wilde Rübe (Beta vulgaris subsp. maritima), Anzucht im Botanischen Garten

Die Kapselfrucht ist eine „Deckelkapsel“. Sie wird von der Blütenhülle umschlossen, deren Zipfel nach innen gebogen, geschwollen und etwas gekielt sind. Der Same liegt horizontal eingebettet im Grund der Blütenhülle. Seine Oberfläche ist rotbraun und glatt, sein Durchmesser erreicht etwa 2 mm. Der ringförmige Embryo umgibt das reichlich vorhandene Nährgewebe.

### Chromosomenzahl
Die Chromosomenzahl der Wilden Rübe ist 2n=18.

## Ökologie

### Lebensdauer
Im Unterschied zu den stets zweijährigen Kulturrüben wächst die Wilde Rübe häufig als eine ausdauernde Pflanze. Unter gleichen Bedingungen im Gewächshaus ist die mittlere Lebensdauer von Wilden Rüben vom Breitengrad ihrer Herkunft abhängig. Während Pflanzen aus dem südwestlichen Frankreich zweijährig sind, können Pflanzen aus Großbritannien mindestens 11 Jahre alt werden. Noch weiter nach Norden nimmt die Lebensdauer wieder auf etwa fünf Jahre ab. Außerdem besteht ein Zusammenhang mit der Stabilität der Lebensräume: Populationen mit kurzlebigen Pflanzen kommen an gestörten Stellen vor, die langlebigsten Exemplare finden sich in besonders stabiler Umgebung.

### Salztoleranz
Die Wilde Rübe kann als Halophyt auch auf mäßig salzigen Böden wachsen. Den Salzstress gleicht sie aus, indem sie in den Blättern Natrium- und Chlor-Ionen akkumuliert und dadurch ihren Turgor aufrechterhält. In der Wurzel reichert sie dagegen Saccharose und Prolin an, um auch auf salzigen Böden mit hohem Wasserpotential noch Wasser aufnehmen zu können. Dadurch verdünnt sich aber der Gehalt der Mineralstoffe Kalium, Magnesium und Calcium im Gewebe, so dass auf stark salzigen Böden ein Nährstoffmangel auftritt.

## Vorkommen
Die Wilde Rübe ist in Südeuropa und Nordafrika an den Küsten des Mittelmeeres und in ozeanischen Klimazonen Westeuropas weit verbreitet: im Westen reicht ihr natürliches Areal bis zu den Atlantikinseln (Azoren, Madeira, Kanarische Inseln), im Norden bis an die Südküste von Norwegen und Schweden. Erst in den letzten Jahrzehnten ist diese frostempfindliche Art auch an der Ostseeküste bis Polen und Finnland vorgedrungen. Seit 2004 ist sie auch auf einer russischen Insel südlich von Finnland anzutreffen. Im Südosten reicht ihr Verbreitungsgebiet über den Nahen und Mittleren Osten bis nach Indien, dort wächst sie auch im Inland, beispielsweise an Feldrändern und in Ödland bis zu einer Höhenlage von etwa 1200 Meter.
Als eingeführte Art kommt die Wilde Rübe auch in Australien, Nordamerika (New Jersey, Kalifornien) und Südamerika (Argentinien, Chile) vor.
In Deutschland ist die Wilde Rübe extrem selten und gilt daher als potentiell gefährdet (Rote Liste gefährdeter Arten: R). Noch vor einigen Jahrzehnten kam sie nur auf der Insel Helgoland vor. Inzwischen sind auch mehrere Fundorte an der deutschen Ostseeküste bekannt geworden, beispielsweise auf Fehmarn. Nach Untersuchungen von Drießen (2003) handelt es sich bei diesen Vorkommen tatsächlich um Wildrüben und nicht um verwilderte Kulturrüben. An der deutschen Ostseeküste konnte sich die Wilde Rübe in den letzten Jahren weiter ausbreiten: 1997 wuchsen an fünf Standorten 62 Exemplare, 2001 wurden an 16 Standorten bereits 560 Pflanzenexemplare gefunden. Als Ursache für die Ausbreitung werden die zunehmend milderen Winter angenommen, was durch Auswertung von Wetterdaten untermauert wird.
Die Wilde Rübe besiedelt in Deutschland vollsonnige, nährstoffreiche Salzpflanzenfluren der Küsten, wie Spülsäume, Felsküsten, Deiche und Kiesstrände. Gelegentlich kommt sie auch verschleppt im Binnenland in stickstoffreichen Ruderalgesellschaften vor, beispielsweise an Bahnhöfen.

## Systematik
Die Erstveröffentlichung von Beta vulgaris L. erfolgte 1753 durch Carl von Linné in Species Plantarum, S. 222. Gleichzeitig stellte Linné damit die Gattung Beta auf. Wild- und Kulturformen sah er als verschiedene Varietäten an und benannte die Wildform Beta vulgaris var. perennis L. In der zweiten Auflage von 1762, S. 322 trennte Linné die Wildform als eine eigene Art, Beta maritima L., von den Kulturformen ab, welche er ebenfalls als Arten einstufte. Bald wurde deutlich, dass die Wilde Rübe nicht den Rang einer Art verdient, da sie sich leicht mit den Kulturformen kreuzen lässt und es Merkmalsübergänge zwischen den Sippen gibt. Alfred Moquin-Tandon stellte sie 1849 in Prodromus, 13 (2) wieder im Rang einer Varietät Beta vulgaris var. maritima (L.) Moq. zu Beta vulgaris. Giovanni Arcangeli fasste sie 1882 in Compendio della Flora Italiana, S. 593 als eine Unterart auf, Beta vulgaris subsp. maritima (L.) Arcang.
Synonyme für Beta vulgaris subsp. maritima sind: Beta atriplicifolia Rouy, Beta bengalensis Roxb., Beta maritima L., Beta maritima var. atriplicifolia (Rouy) Krassochkin, Beta maritima subsp. danica Krassochkin, Beta maritima var. erecta Krassochkin, Beta maritima var. prostrata Krassochkin, Beta orientalis Roth, Beta palonga R.K. Basu & K.K.Mukh., Beta perennis (L.) Freyn, Beta trojana Pamukç. ex Aellen, Beta vulgaris var. atriplicifolia (Rouy) Krassochkin, Beta vulgaris var. erecta (Krassochkin) Krassochkin, Beta vulgaris var. foliosa Aellen, Beta vulgaris var. glabra (Delile) Aellen, Beta vulgaris var. grisea Aellen, Beta vulgaris subsp. lomatogonoides Aellen, Beta vulgaris var. maritima (L.) Moq., Beta vulgaris subsp. orientalis (Roth) Aellen, Beta vulgaris var. orientalis (Roth) Moq., Beta vulgaris var. perennis L., Beta vulgaris var. pilosa (Delile) Aellen, Beta vulgaris var. prostrata (Krassochkin) Krassochkin, Beta vulgaris subsp. provulgaris Ford-Lloyd & J.T.Williams und Beta vulgaris var. trojana (Pamukç.) Ford-Lloyd & J.T.Williams.

## Nutzung
Junge Blätter der Wilden Rübe können roh als Salat verzehrt werden. Die älteren Blätter sind bitterer und sollten wie Spinat gedünstet oder gekocht werden. Der etwas unangenehme Geschmack der Wildform kommt durch ihren hohen Gehalt an Tannin und Eisen zustande. Dieser wurde dem kultivierten Mangold später weggezüchtet.
Die Blätter der Wilden Rübe wurden schon seit prähistorischen Zeiten als Gemüse gegessen, wie neolithische Funde belegen. Die Kultivierung begann vermutlich schon im zweiten Jahrtausend vor Christus. Schriftliche Quellen aus Assyrien belegen, dass die Rübe ("Silga") bereits um 800 vor Chr. in den Hängenden Gärten von Babylon angepflanzt wurde.

## Bedeutung als pflanzengenetische Ressource
Als Ausgangsform aller Kulturrüben spielt die Wilde Rübe eine wichtige Rolle beim Erhalt pflanzengenetischer Vielfalt, wie sie in der Biodiversitätskonvention (Rio de Janeiro 1992) gefordert wird. Eine große genetische Variabilität auch innerhalb von Arten ist von wirtschaftlichem Interesse, da mit Hilfe von Wildformen widerstandsfähigere Nutzpflanzen gezüchtet werden können. Von wissenschaftlichem Interesse ist, dass sich die Wilde Rübe in den letzten 150 Jahren entlang der Ostseeküsten ausbreitet. Dadurch ist diese Sippe zur Untersuchung der Folgen von Migration auf die innerartliche Diversität geeignet.
Mittlerweile sind auch gentechnische Veränderungen, beispielsweise die Einbringung von Resistenzgenen, weltweit in der Pflanzenzüchtung etabliert, wenn auch in Europa nur wenig akzeptiert. Da sich die Wildrüben mit allen Kulturformen kreuzen und fruchtbare Nachkommen bilden, und zudem Wildbestände und Rübenfelder häufig in der Nähe vorkommen, ist zu befürchten, dass Transgene unkontrolliert in die Umwelt entweichen. Das kann in Form von Samen transgener Pflanzen geschehen, welche verwildern und neue Populationen bilden. Außerdem können Wildformen mit dem Pollen der transgenen Kulturformen bestäubt werden. Obwohl Kulturrüben bereits im ersten Jahr geerntet werden, und normalerweise erst im zweiten Jahr blühen, kommen doch gelegentlich schon im ersten Jahr blühende Individuen vor. Da Rübenpollen über 1000 Meter weit verbreitet werden, können auch weit entfernte Wildrüben erreicht werden. Es ist wahrscheinlich, dass die genetische Diversität der Wildvorkommen dadurch verändert wird.
Im Falle nematodenresistenter, also gegen Rübenälchen unempfindlicher Kulturrüben scheint nach dem derzeitigen Wissensstand kein besonderes Risiko zu bestehen, denn der Rübenzysten-Nematode kommt an den Standorten der Wilden Rüben nicht vor. Ein Genfluss wird aber nicht grundsätzlich zu vermeiden sein.